# فريديريك كرانتز
فريديريك كرانتز (بالفرنسية: Frédéric Krantz)‏ هو منافس ألعاب قوى فرنسي، ولد في 13 سبتمبر 1978 في بوردو في فرنسا.

## وصلات خارجية
- فريديريك كرانتز على موقع الاتحاد الدولي لألعاب القوى (الإنجليزية)
- فريديريك كرانتز على موقع الاتحاد الفرنسي لألعاب القوى (الفرنسية)
- فريديريك كرانتز على موقع أوليمبيديا (الإنجليزية)